# Anemone umbrosa
Anemone umbrosa là một loài thực vật có hoa trong họ Mao lương. Loài này được C.A.Mey. mô tả khoa học đầu tiên năm 1830.